# Oreobates zongoensis
Oreobates zongoensis es una especie de anfibio anuro de la familia Craugastoridae.

## Distribución geográfica
Esta especie es endémica de la provincia de Murillo en el departamento de La Paz de Bolivia. Habita en el valle de Zongo a 1250 m de altitud. En 2020 esta especie fue redescubierta después de 20 años mediante una expedición de la ONG Conservación Internacional.

## Etimología
Su nombre de especie, compuesto de zongo y el sufijo latín -ensis, significa "que vive, que habita", y le fue dado en referencia al lugar de su descubrimiento.

## Publicación original
- Reichle & Köhler, 1997 : A new species of Eleutherodactylus (Anura: Leptodactylidae) from the Andean slopes of Bolivia. Amphibia-Reptilia, vol. 18, n.º 4, p. 333-337.[6]